# Теорія підштовхування
Теорія підштовхування (англ. Nudge theory) — концепція в психології, політології та економіці, яка пропонує впливати на процес прийняття групових та індивідуальних рішень за допомогою позитивного підкріплення і непрямих вказівок. Відповідно до цієї теорії, підштовхування до дії не менш ефективне, ніж примус до дії або відповідна рекомендація. Основна ідея «наджінгу» полягає в тому, що на людську поведінку можна впливати практично непомітно, шляхом зміни формулювання вимоги, що спонукає її до певних дій чи навпаки, щодо утримання від них.

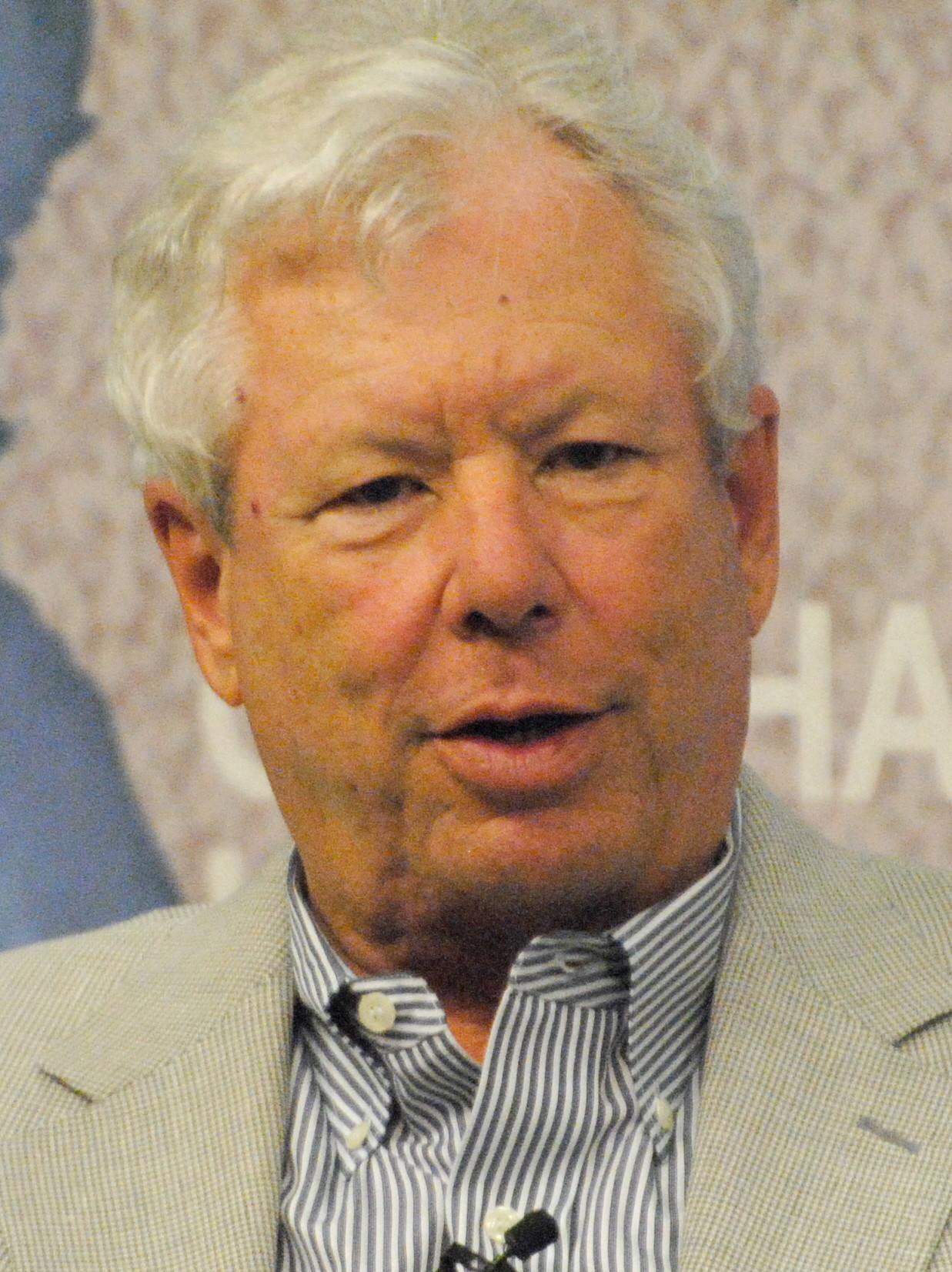
Р.Тейлер

За допомогою засобів «підштовхування» можна скоригувати поведінку потенційних споживачів (виборців) в бажаному напрямку. Наприклад, в продуктовому магазині фрукти і овочів розміщують на рівні очей для того, щоб збільшити обсяги їх споживання. Інший варіант — попередження про небезпеку куріння цигарок задля зменшення кількості їх споживання. Використання таких або ж схожих механізмів підштовхування державними інститутами у своїх цілях прийнято називати «лібертаріанським патерналізмом».

## Визначення

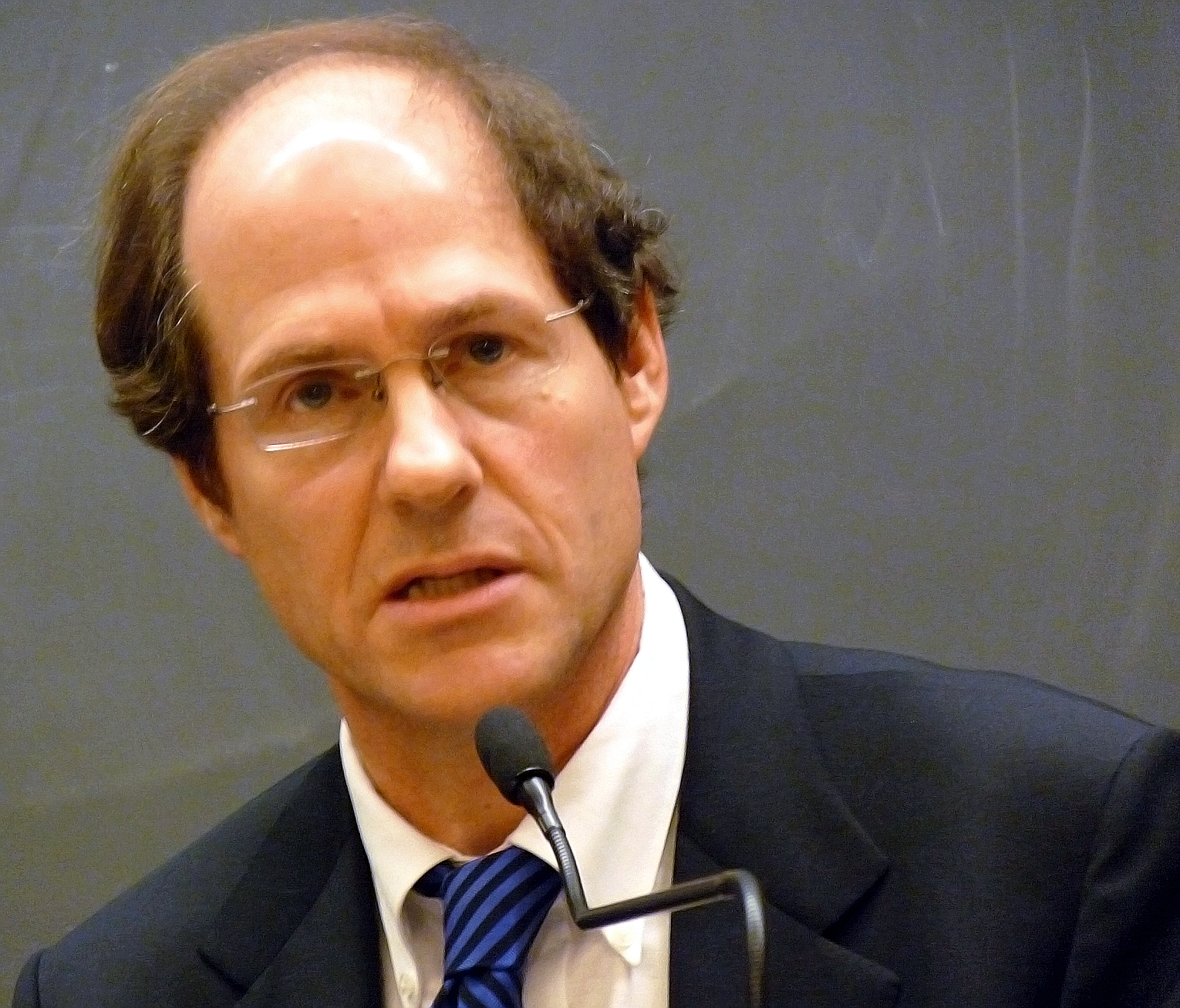
К.Санстейн

Цей термін був введений в 2017 році Нобелівським лауреатом Річардом Тейлером і використовується для характеристики особливої системи, що дозволяє людям робити правильний вибір і приймати правильні рішення. За допомогою цього методу компанії можуть допомогти співробітникам бути більш ефективними, залучати та утримувати таланти і підвищувати в персоналу відчуття причетності до цілей, проблем та цінностей фірми. Своє суспільне визнання теорія загалом отримала завдяки книзі Річарда Тейлора та Косса Санстейна («Поштовх. Як допомогти людям зробити правильний вибір.»), що побачила світ в 2008 році.

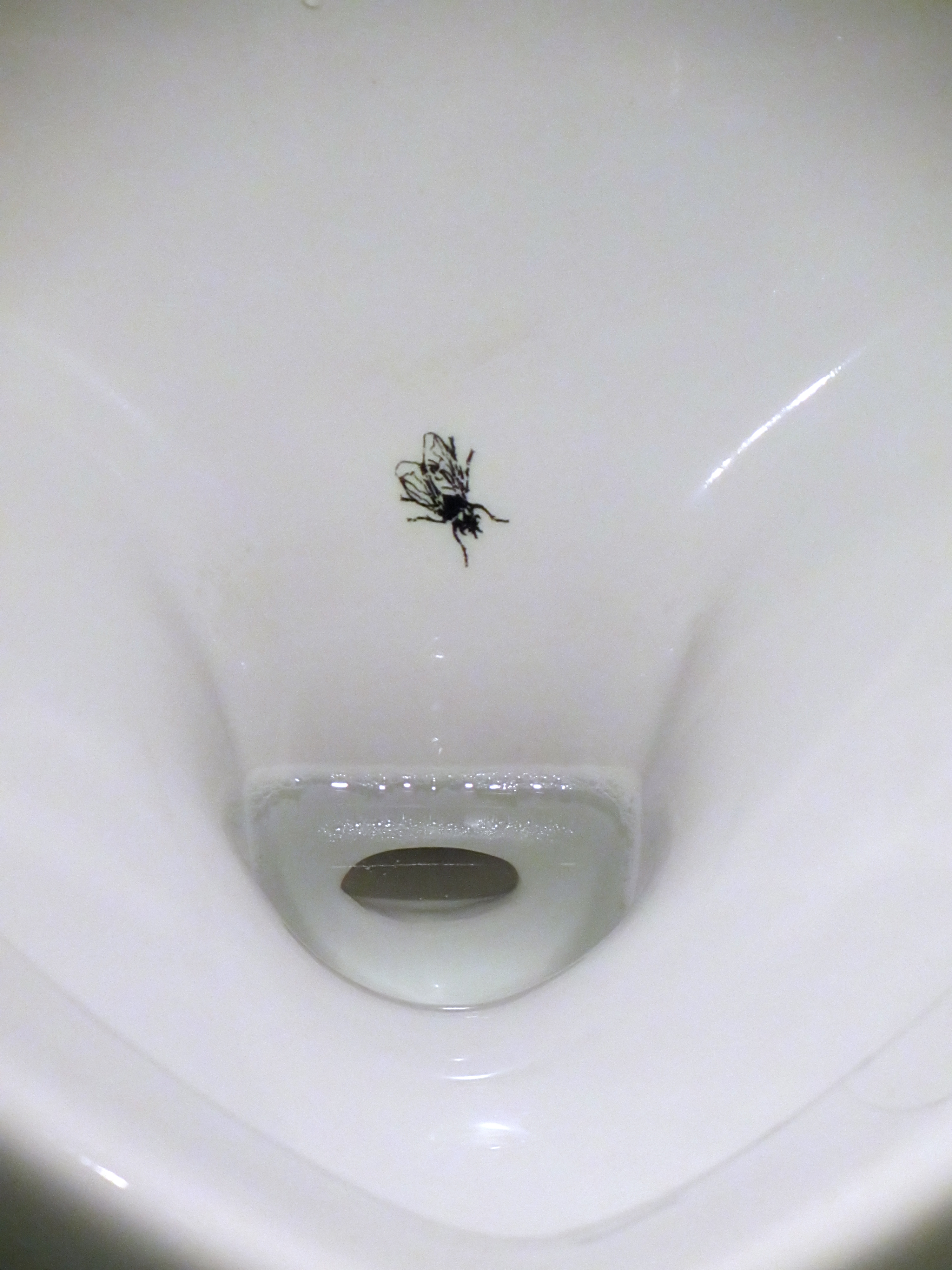
Приклад підштовхування. Муха як «мішень» на сифоні пісуара

Тайлер і Санстейн визначили зміст цього поняття наступним чином:
|  | Підштовхування, як ми його будемо далі називати, - це будь-який аспект процесу прийняття рішення, який спонукає людей змінювати свою поведінку певним чином, не вносячи жодних обмежень в можливості вибору. Підштовхування називається простим, якщо його можна легко уникнути. Підштовхування не є забороною. Наприклад, викладання фруктів на рівні очей вважається підштовхуванням; а заборона нездорової їжі - ні |

Одним з найбільш часто згадуваних прикладів підштовхування є зображення мухи в пісуарах чоловічого туалету в аеропорту Амстердама, метою якого є «покращення прицільності».

Приклад підштовхування. Місце для викидання недопалків на стіні приміщення бібліотеки Франкфуртського університету імені Йоганна Вольфганга Гете

 Іншим типовим прикладом застосування теорії підштовхування може слугувати спеціально відведене місце для викидання недопалків на стіні університетської бібліотеки Франкфуртського університету імені Йоганна Вольфганга Гете, облаштоване у формі своєрідної «скриньки для опитування», тема якого періодично змінюється.

Теорія підштовхування доволі швидко отримала підтримку серед політиків США і Великої Британії, що займаються регулюванням підприємницької діяльності та охороною здоров'я. Крім цього, Р. Тейлор в 2017 році був удостоєний Нобелівської премії з економіки «за внесок у поведінкову економіку».

## Типи підштовхувань
Існує декілька типів «підштовхування».

Зміщення — невеличка і непомітна зміна зовнішнього середовища, що здійснюється відносно швидко, легко і недорого.

Метод «за замовчуванням» — це варіант вибору, який людина отримує, так би мовити, автоматично, якщо вона не здійснює ніяких додаткових дій. Люди частіше вибирають певний варіант, якщо він є типовим. Проведені дослідження свідчать, що переважна кількість споживачів обрали варіант відновлюваної енергії для електроенергії, коли вона була запропонована як стандартний варіант, тобто варіант «за замовчуванням».

Евристика соціальних доказів як тип «підштовхування» ґрунтується на схильності окремих людей вибудовувати свою власну поведінку за зразком поведінки оточуючих. Дослідження показали, що застосування такого методу також дає позитивні результати у випадку, наприклад, з вибором здорової їжі.

«Маркована альтернатива». Якщо увагу людини привернути до конкретного варіанту вибору, то цей варіант стає більш помітним і, відповідно, більш ймовірним в плані майбутнього потенційного вибору. Наприклад, у магазинах закусочних на залізничних станціях в Нідерландах споживачі купували більше фруктів і здорової їжі, коли вони були розміщені поруч з касовими апаратами. Після цього відповідна практика «підштовхування» набула масового застосування. За певних обставин інструменти наджингу можуть бути використані в недобросовісних політичних або комерційних цілях.